# Ramiz Mamedov
Ramiz Mikhmanovitch Mamedov (en russe : Рамиз Михманович Мамедов, en azéri : Ramiz Mehman oğlu Məmmədov) est un footballeur international russe né le 21 août 1972 à Moscou.

## Biographie

### Carrière en club
Né d'un père azéri et d'une mère russe, Ramiz Mamedov passe sa jeunesse dans la ville de Moscou où il intègre dès 1979 le centre de formation du Spartak Moscou. Il joue son premier match avec l'effectif professionnel le 25 novembre 1991 lors d'un match de coupe d'Union soviétique contre le Kopetdag Achkhabad avant de faire ses débuts en première division russe le 8 avril 1992 face au Lokomotiv Nijni Novgorod, à l'âge de 19 ans. Il dispute en tout dix matchs cette année-là, marquant notamment son premier but professionnel le 8 novembre contre le Spartak Vladikavkaz tandis que le Spartak remporte le championnat au terme de la saison.
S'imposant comme un titulaire régulier au sein de la défense du club durant le milieu des années 1990, Mamedov prend ainsi part aux succès de l'équipe qui remporte quatre autres titres de champion entre 1993 et 1997 ainsi qu'une coupe nationale en 1994. Il dispute par ailleurs 24 rencontres dans les compétitions européennes au cours de cette période, inscrivant deux buts inscrits en Ligue des champions en 1995 face à Blackburn Rovers et au Legia Varsovie.
Inutilisé durant la première partie de la saison 1998, Mamedov quitte finalement le Spartak après près de 19 ans au club pour rejoindre l'Arsenal Toula sous la forme d'un prêt, terminant l'année en deuxième division. Il fait par la suite son retour dans l'élite durant la première moitié d'année 1999 sous les couleurs du Krylia Sovetov Samara avant de partir en Ukraine où il signe en faveur du Dynamo Kiev. Avec ce dernier club, il remporte le doublé à l'issue de l'exercice 1999-2000 en jouant quinze matchs en championnat et en prenant part à la finale de coupe remportée contre le Kryvbass Kryvy Rih.
Prêté par la suite à l'équipe autrichienne du Sturm Graz pour la saison 2000-2001, Mamedov réalise alors des performances correctes en championnat ainsi qu'en Ligue des champions mais est impliqué en début d'année 2001 dans une affaire de faux passeports en provenance du Portugal et se voit retirer le droit de jouer pour le reste de la saison,. Il rentre par la suite en Russie durant l'été et signe au Lokomotiv Moscou, où il reste cependant inutilisé pour le reste de l'année 2001. Ralliant l'année suivante le Sokol Saratov, il ne joue là aussi aucun match durant la première moitié de l'année en raison de problèmes de blessures puis de désaccords avec l'entraîneur Leonid Tkatchenko.
Quittant Saratov à l'été 2002, Mamedov rejoint par la suite le Volgar-Gazprom Astrakhan au deuxième échelon. Il y passe la fin de saison 2002 puis le début d'exercice 2003 avant partir en troisième division au Luch Vladivostok où il termine finalement sa carrière à la fin de l'année à l'âge de 31 ans.

### Carrière internationale
Souvent appelé au sein des sélections de jeunes de la Russie entre 1993 et 1994, Ramiz Mamedov participe notamment au championnat d'Europe espoirs de 1994 où son équipe atteint le stade des quarts de finale.
Il connaît sa première sélection en équipe A sous Oleg Romantsev au mois d'août 1994, jouant deux matchs amicaux contre l'Autriche le 17 août puis l'Allemagne le 7 septembre. Il dispute son premier match de compétition le 6 septembre 1995 contre les îles Féroé dans le cadre des éliminatoires de l'Euro 1996. Malgré la qualification de la sélection russe pour la phase finale du tournoi, Mamedov n'est pas retenu dans la liste des joueurs retenus.
Connaissant deux sélections sous Boris Ignatiev en août-septembre 1996, incluant un match de qualification pour la Coupe du monde 1998 face à Chypre, Mamedov est par la suite mis de côté pendant plus de deux ans. Il joue son dixième et dernier match en sélection le 18 novembre 1998 à l'occasion d'une match amical contre le Brésil. Il a alors la particularité d'être le premier international russe à évoluer en deuxième division au moment de sa sélection, jouant à ce moment-là pour l'Arsenal Toula,.

## Statistiques
| Saison                | Club                     | Championnat           | Championnat | Championnat | Coupe(s) nationale(s) | Coupe(s) nationale(s) | Compétition(s) continentale(s) | Compétition(s) continentale(s) | Compétition(s) continentale(s) | Total | Total |
| Saison                | Club                     | Division              | M.          | B.          | M.                    | B.                    | Comp.                          | M.                             | B.                             | M.    | B.    |
| 1991                  | Spartak Moscou           | D1                    | -           | -           | 1                     | 0                     | -                              | -                              | -                              | 1     | 0     |
| 1992                  | Spartak Moscou           | D1                    | 10          | 1           | -                     | -                     | -                              | -                              | -                              | 10    | 1     |
| 1993                  | Spartak Moscou           | D1                    | 30          | 0           | 1                     | 0                     | C2+C1                          | 2+6                            | 0                              | 39    | 0     |
| 1994                  | Spartak Moscou           | D1                    | 22          | 1           | 4                     | 0                     | C1                             | 4                              | 0                              | 30    | 1     |
| 1995                  | Spartak Moscou           | D1                    | 30          | 3           | 3                     | 0                     | C1                             | 5                              | 2                              | 38    | 5     |
| 1996                  | Spartak Moscou           | D1                    | 14          | 0           | -                     | -                     | C1+C3                          | 1+5                            | 0                              | 20    | 0     |
| 1997                  | Spartak Moscou           | D1                    | 19          | 1           | 3                     | 0                     | C3                             | 1                              | 0                              | 23    | 1     |
| Sous-total            | Sous-total               | Sous-total            | 125         | 6           | 12                    | 0                     | -                              | 24                             | 2                              | 161   | 8     |
| 1998                  | Arsenal Toula            | D2                    | 13          | 0           | 3                     | 0                     | -                              | -                              | -                              | 16    | 0     |
| 1999                  | Krylia Sovetov Samara    | D1                    | 14          | 1           | -                     | -                     | -                              | -                              | -                              | 14    | 1     |
| 1999-2000             | Dynamo Kiev              | D1                    | 13          | 0           | 3                     | 0                     | C1                             | 9                              | 0                              | 25    | 0     |
| 1999-2000             | Dynamo-2 Kiev            | D2                    | 15          | 0           | -                     | -                     | -                              | -                              | -                              | 15    | 0     |
| 2000-2001             | Sturm Graz               | D1                    | 14          | 0           | -                     | -                     | C1                             | 12                             | 0                              | 26    | 0     |
| 2001                  | Lokomotiv Moscou         | D1                    | -           | -           | -                     | -                     | -                              | -                              | -                              | 0     | 0     |
| 2002                  | Sokol Saratov            | D1                    | -           | -           | -                     | -                     | -                              | -                              | -                              | 0     | 0     |
| 2002                  | Volgar-Gazprom Astrakhan | D2                    | 8           | 1           | -                     | -                     | -                              | -                              | -                              | 8     | 1     |
| 2003                  | Volgar-Gazprom Astrakhan | D2                    | 10          | 0           | -                     | -                     | -                              | -                              | -                              | 10    | 0     |
| 2002                  | Luch-Energia Vladivostok | D3                    | 10          | 0           | -                     | -                     | -                              | -                              | -                              | 10    | 0     |
| Sous-total            | Sous-total               | Sous-total            | 97          | 2           | 6                     | 0                     | -                              | 21                             | 0                              | 124   | 2     |
| Total sur la carrière | Total sur la carrière    | Total sur la carrière | 222         | 8           | 18                    | 0                     | -                              | 45                             | 2                              | 285   | 10    |

## Palmarès
Spartak Moscou
- Champion de Russie en 1992, 1993, 1994, 1996 et 1997.
- Vainqueur de la Coupe de Russie en 1994.

 Dynamo Kiev
- Champion d'Ukraine en 2000.
- Vainqueur de la Coupe d'Ukraine en 2000.